# Graciliano Ramos
Pour les articles homonymes, voir Ramos.
Œuvres principales
- São Bernardo
- Angoisse

Graciliano Ramos de Oliveira (Quebrangulo, 27 octobre 1892 - Rio de Janeiro, 20 mars 1953) est un écrivain brésilien. 

## Biographie
Il passe les premières années de sa vie dans différentes villes du Nordeste, avant de terminer ses études secondaires à Maceió, puis de partir pour Rio de Janeiro, où il décroche un emploi de journaliste. 
En septembre 1915, il retourne dans le Nord pour accompagner son père, marchand à Palmeira dos Índios, Alagoas. Cette même année, il épouse Maria Augusta de Barros, qui meurt en 1920, lui laissant quatre enfants.
Élu maire de Palmeira dos Índios en 1927, il entre en fonction l'année suivante et remplira sa charge durant deux ans avant de démissionner en 1930. 
Entre 1930 et 1936 il est directeur de l'Instruction publique de l'État, tout en menant de front une carrière de romancier, chroniqueur et journaliste. En 1934, en pleine dictature de Getúlio Vargas, il publie São Bernardo, et se prépare à publier son prochain ouvrage, lorsqu’il est arrêté par la police et emprisonné. En cette période de grand trouble international, l'État est obnubilé par la menace d'une conspiration communiste orchestrée par Moscou. Avec l'aide d'amis, dont José Lins do Rego, il parvient à publier Angoisse en 1936, considéré par de nombreux critiques comme son chef-d’œuvre.
Libéré en 1937, il tire de son expérience des travaux forcés, un ouvrage qui sera publié à titre posthume, Mémoires de prison (1953), qui dénonce les excès et les incohérences de la dictature de Getúlio Vargas en particulier, mais aussi de toutes les dictatures en général, tandis que l’Europe vibre sous les harangues de Hitler et Mussolini et que la guerre d’Espagne entre dans sa phase critique. 
En 1938, il publie Sécheresse, puis s'installe à Rio de Janeiro, au titre d'inspecteur fédéral de l'éducation. En 1945, devenu membre de l'ancien Parti communiste du Brésil - PCB (qui dans les années 1960 sera divisé en Parti communiste brésilien - PCB - et Parti communiste du Brésil - PCdoB) d'orientation soviétique et sous le commandement de Luis Carlos Prestes. La même année, il publie Enfance, son autobiographie. 
En 1952, invité à Moscou pour les célébrations du 1er mai, il fera quelques voyages à travers l’Europe en compagnie de sa seconde femme, Heloisa Ramos Medeiros, un séjour européen qu’il relatera dans Viagem qui paraît en 1954.
Rongé par un cancer du poumon, il meurt le 20 mars 1953, à l’âge de 60 ans.
Graciliano Ramos est aujourd'hui considéré comme le plus important écrivain brésilien de la première moitié du XXe siècle.

## Le style
Jacqueline Penjon, linguiste et spécialiste de la littérature lusophone, décrit l'œuvre ainsi :
« Toute son œuvre est profondément marquée par un Nord-Est dépourvu d’exotisme: ni description complaisante des paysages, ni vision paternaliste des problèmes, mais attitude critique, étude de l'homme dans son milieu, sa lutte pour la survie, dans ses souffrances et ses aspirations. Les trois premiers romans, écrits à la première personne, se livrent à une dissection psychologique de l'être. Un peu timide dans Caetés, où le héros, employé de commerce, écrivain raté, nourrit une passion coupable pour la femme de son patron, elle s'affine dans São Bernardo et Angoisse. L'homme est seul, confronté au mal, sans perspective de salut, dans une société moralement et politiquement corrompue. Dans Sécheresse, seul roman à la troisième personne, l'analyse psychologique cède le pas à l'étude des conditions de vie. Dans les mémoires, Enfance et Mémoires de prison, biographie et fiction se mêlent étroitement dans l'injustice et l'incompréhension de certaines situations de l'enfance, comme dans la violence et l'arbitraire de la prison sous la dictature de G. Vargas. À l'image de l'univers hostile, le style est sec et dépouillé. L'adjectif est banni, G. Ramos recherche la concision, le mot juste; les expressions populaires sertanejas font leur entrée en littérature. Il s'élève contre le langage pédant et fleuri des « bacheliers ». Ramos a su capter l'essentiel de la personnalité humaine, réconciliant régionalisme et universalité. »

## Œuvre

### Romans
- Caetés (1933)
- São Bernardo (1934) Publié en français sous le titre São Bernardo, traduit par Geneviève Leibrich, Paris, Éditions Gallimard, « Du monde entier », 1986 ; réédition, Paris, Gallimard, « L'Imaginaire », 2015
- Angústia (1936) Publié en français sous le titre Angoisse, traduit par Geneviève Leibrich et Nicole Biros, Paris, Éditions Gallimard, « Du monde entier », 1992
- Vidas Secas (1938) Publié en français sous le titre Sécheresse, traduit par Marie-Claude Roussel, Paris, Éditions Gallimard, « La Croix du Sud », 1964 ; réédition, Paris, Éditions Gallimard, « Du monde entier », 1989 ; nouvelle édition sous le titre Vies arides, traduit par Mathieu Dosse, Paris, Éditions Chandeigne, 2014
- Brandão Entre o Mar e o Amor (1942), en collaboration avec Jorge Amado, José Lins do Rego, Aníbal Machado et Rachel de Queiroz

### Recueils de nouvelles et contes
- Dois dedos (1945)
- Histórias Incompletas (1946)
- Insônia (1947) Publié en français sous le titre Insomnie, [Contient : « Insomnie » ; « Un voleur » ; « L'horloge de l'hôpital » ; « Paulo » ; « Luciana » ; « Minsk » ; « L'arrestation de J. Carmo Gomes » ; « Deux doigts » ; « Le témoin » ; « Jalousie » ; « Un pauvre diable » ; « Une visite » ; « Silveira Pereira »] traduit par Michel Laban, Paris, Éditions Gallimard, « Du monde entier », 1998

### Ouvrages de littérature d'enfance et de jeunesse
- A Terra dos Meninos Pelados (1939)
- Histórias de Alexandre (1944)
- Alexandre e Outros Heróis (1962), publication posthume
- O Estribo de Prata (1984), publication posthume

### Autobiographie
- Infância (1945) Publié en français sous le titre Enfance, traduit par Georges Gougenheim, Paris, Éditions Gallimard, « La Croix du Sud », 1956 ; réédition, Paris, Éditions Gallimard, « Du monde entier », 1991
- Memórias do Cárcere (1953), publication posthume Publié en français sous le titre Mémoires de prison, traduit, préfacé et annoté par Antoine Seel et Jorge Coli, Paris, Éditions Gallimard, « Du monde entier », 1988

### Chroniques
- Viagem (1954), publication posthume
- Linhas Tortas (1962), publication posthume
- Viventes das Alagoas (1962), publication posthume

### Correspondances
- Cartas (1980), publication posthume
- Cartas de amor à Heloísa (1992), publication posthume

### Autre publication
- Garranchos (2012), publication posthume

### Adaptations cinématographiques
- 1963 : Sécheresse (Vidas Secas), film brésilien réalisé par Nelson Pereira dos Santos, d’après le roman éponyme (1938)
- 1972 : São Bernardo, film brésilien réalisé par Leon Hirszman, d’après le roman éponyme (1934)
- 1980 : Insônia (1980), film à sketches brésilien réalisé par Emmanuel Cavalcanti, Luís Paulino dos Santos, Nelson Pereira dos Santos, d’après plusieurs nouvelles provenant du recueil éponyme (1947)
- 1984 : Mémoires de prison (Memórias de cárcere), film brésilien réalisé par Nelson Pereira dos Santos, d’après l'ouvrage autobiographique éponyme (1953)